# Panoias e Conceição
Pour les articles homonymes, voir Panoias et Conceição.
Panoias e Conceição est une paroisse civile portugaise (en portugais : freguesia) de la municipalité d'Ourique dans le district de Beja. Elle est créée en 2013, par fusion des paroisses de Panoias et Conceição.

## Géographie
Située au nord d'Ourique, Panoias e Conceição est arrosée par le Sado et plusieurs de ses affluents.

## Histoire
La paroisse est créée par la loi no 11-A/2013 du 28 janvier 2013 portant réorganisation administrative du territoire des freguesias, en fusionnant les paroisses de Panoias et Conceição. Son nom officiel est União das Freguesias de Panoias e Conceição et son siège est fixé à Panoias.

## Démographie
Lors du recensement de 2021, Panoias e Conceição compte 488 habitants. C'est alors la paroisse la moins peuplée de la municipalité d'Ourique.